# NGC 3530
NGC 3530 (również PGC 33766 lub UGC 6188) – galaktyka spiralna (S), znajdująca się w gwiazdozbiorze Wielkiej Niedźwiedzicy. Została odkryta 8 kwietnia 1793 roku przez Williama Herschela.